# École nationale des impôts
Pour les articles homonymes, voir ENI.

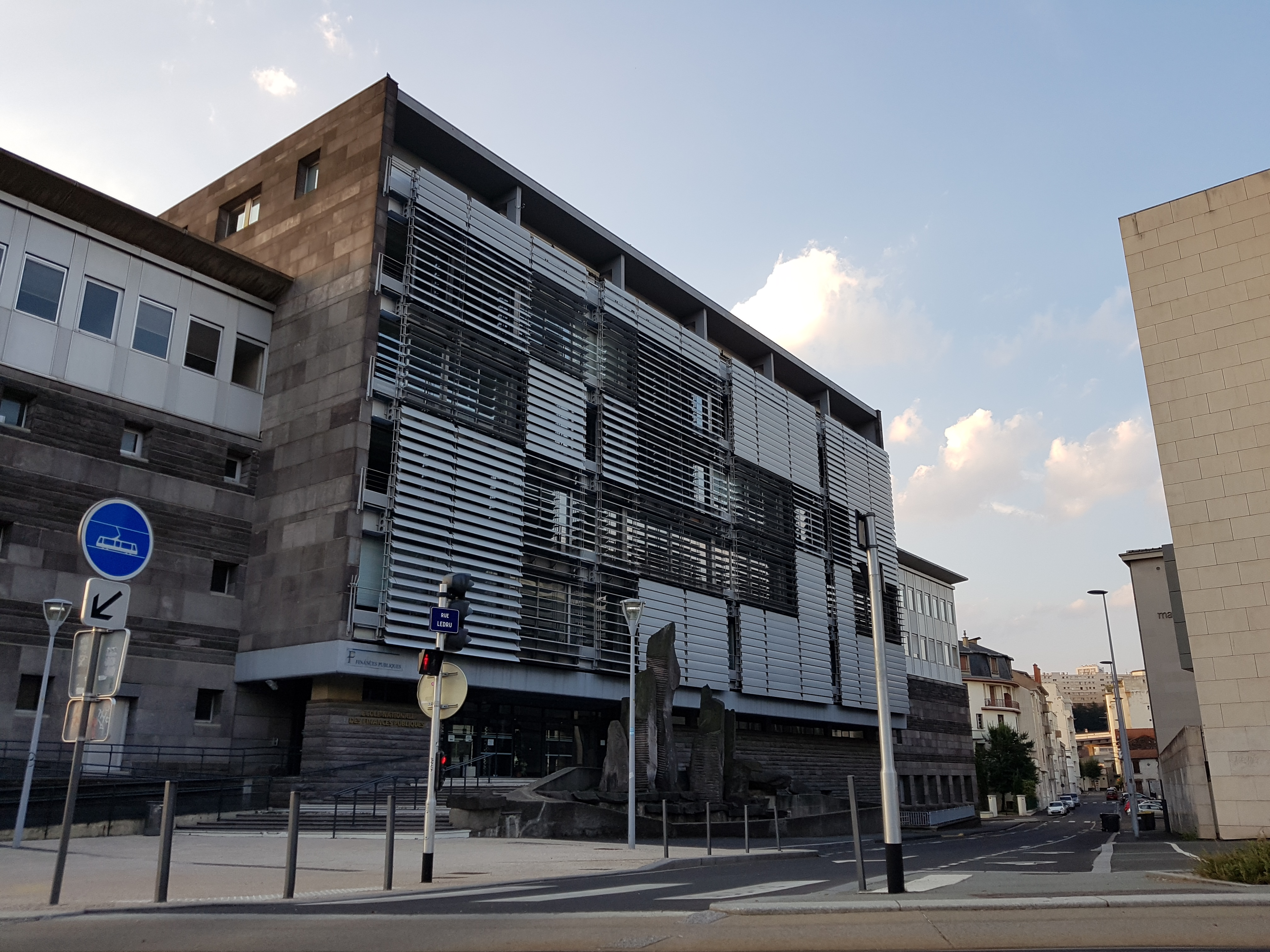
Bâtiment de l'École nationale des impôts de Clermont-Ferrand en 2018. Aujourd'hui École nationale des finances publiques (rue Ledru).

L'École nationale des impôts (ENI) est un ancien établissement d'enseignement supérieur français chargé d'assurer la formation des contrôleurs et des inspecteurs des impôts. Elle est placée sous la tutelle du ministère du Budget, des Comptes publics et de la Fonction publique. Créée à Paris en 1951, elle a été transférée à Clermont-Ferrand en 1966 dans le cadre d'une politique de déconcentration. En 1980, une annexe est ouverte à Paris transférée ensuite à Noisy-le-Grand le 1er septembre 2000.
L'École nationale des impôts, comme l'ensemble de la direction du recrutement et de la formation, est supprimée par l'arrêté du 4 août 2010 et remplacée par l'École nationale des finances publiques (ENFiP), commune à la nouvelle direction générale des Finances publiques pour ce qui concerne la formation initiale, la formation continue, la documentation et les concours.

## Concours d'accès
L'école recrute sur concours à partir du baccalauréat pour les contrôleurs et à partir de la licence pour les inspecteurs. L'effectif scolarisé varie entre 900 et 1 400 élèves selon les années.

## Personnalités liées à l'école
- Gilbert Thiel
- Thierry Carcenac
- François Pupponi
- Bernard Bonnet
- Claude Germon
- François Cuillandre
- Jean-Christophe Le Duigou
- Rachid Sfar
- Christian Bergelin
- Babacar Niang
- Jean-Pierre Masseret
- Maxime Bono
- Daniel Canepa
- Jean Espilondo
- Dinah Derycke
- Doudou Ndoye
- Pierre Hanotaux
- Pierre-Jean Massimi
- Charles Fèvre
- Bernard Michel
- Pierre-Marie Michel
- Bichara Idriss Haggar
- Rémy Garnier
- Abderrahmane Raouya
- Sihem Boughdiri
- Laurent Nuñez
- Laurent Savarin